# 今泉志奈子
今泉 志奈子（いまいずみ しなこ、1971年11月14日 - ）は、日本の言語学者。愛媛大学教授。大阪大学大学院博士後期課程修了。兵庫県出身。

## 人物
- 1994年神戸女学院大学文学部英文学科卒業後、大阪大学大学院博士前期課程に進学。1996年博士前期課程修了後、博士後期課程に進学。博士後期課程在学中、1998年から1年間休学し、イギリスのマンチェスター大学大学院修士課程に留学し、M.A.(Linguistics)を修得。1999年大阪大学大学院に復学。2001年に同大学院を修了し、博士（言語文化学）を修得後、2002年3月まで言語情報科学講座助手（当時）として勤務。2002年から愛媛大学の講師として赴任、2007年から同大学の准教授に、2015年から同大学の教授。
- 2010年4月から2010年9月まで南海放送ラジオ「志奈子先生の音楽感」のパーソナリティーを務めた。
- 2017年10月から2018年9月まで、南海放送ラジオ「MOTTO!!」の金曜日担当パーソナリティーを務めた。

## 著書
- 『スヌーピーと英会話』（井上彰と共著、英宝社）
- 『ロンドン最初の一ヶ月を生き抜く方法』（井上彰と共著、英宝社）